# Robin DR-221
Le Robin DR-221 Dauphin est un avion léger de tourisme français conçu par Jean Délémontez et construit par la société Avions Pierre Robin. Il a été produit entre 1966 et 1968 en tant qu’évolution du DR-220, dont il conserve la cellule tout en proposant une motorisation plus puissante. L’appellation « DR » provient des initiales de ses concepteurs : Jean Délémontez (cofondateur des avions Jodel) et Pierre Robin.

## Conception
Le DR-221 reprend la structure traditionnelle en bois entoilé caractéristique des avions Jodel, avec une aile basse à fort dièdre positif assurant une bonne stabilité en vol et une excellente visibilité vers le bas. Il est équipé d’un train d’atterrissage classique (roulette de queue).
La cabine reste identique à celle du DR-220, configurée en disposition dite « 2+2 » : deux sièges avant pour adultes et deux sièges arrière convenant à deux enfants ou à un adulte supplémentaire. Cette configuration est courante sur les versions peu motorisées (jusqu’à 120 chevaux).

## Versions
Plusieurs versions du DR-221 ont été produites, différant principalement par leur motorisation :
- DR-221 Dauphin : motorisé par un Lycoming O-235-C2 développant 115 ch[2].
- DR-221B Dauphin : identique au DR-221 à l’exception d’une modification de la cambrure du bord d’attaque sur la partie trapézoïdale de l’aile, visant à améliorer les qualités de vol à basse vitesse.